# Drepturile muncii
Drepturile muncii  sau drepturile lucrătorilor sunt un grup format din drepturi juridice și din drepturi umane care privesc relațiile de muncă dintre angajați și angajatori, relații reglementate în mod obișnuit, sub un cadru juridic de drept al muncii. 
Printre aceste drepturi se numără: beneficiile de muncă, drepturile creării de sindicate, drepturile de securitate și de sănătate ocupațională, drepturi privind ziua de lucru de opt ore⁠(en)[traduceți], drepturi privind retribuirea orelor suplimentare și altele. Tema drepturile muncii este tema centrală a ramurii de drept denumită Dreptul muncii.